# Dwór w Laskówce
Dwór w Laskówce – renesansowy dwór wzniesiony w 1606 roku, rozbudowany w XVIII wieku, później kilkakrotnie przerabiany. Obecnie mieści się w nim gospodarstwo agroturystyczne.

## Położenie
Dwór leży w Laskówce – wsi w Polsce położonej w województwie dolnośląskim, w powiecie ząbkowickim, w gminie Bardo.

## Historia
Dwór w Laskówce został wzniesiony w 1606 roku, w XVIII dobudowano nowe skrzydło. W kolejnych wiekach obiekt jeszcze kilkakrotnie przebudowywano.
Decyzją wojewódzkiego konserwatora zabytków z dnia 20 września 1984 roku dwór został wpisany do rejestru zabytków. Obecnie znajduje w rękach prywatnych, właściciel urządził w nim gospodarstwo agroturystyczne.

## Architektura
Dwór jest renesansowym budynkiem wzniesionym na planie zbliżonym do litery L, dwukondygnacyjnym z użytkowym poddaszem i nakrytym wysokim dachem dwuspadowym. Skrzydło dobudowane w XVIII wieku ma podobną wielkość co wcześniejsze i dekoracyjny wolutowy szczyt. W części budynku zachowały się kamienne obramienia okien, sklepienia i ślady dekoracji sgraffitowej na elewacjach. W niektórych oknach osadzone są dekoracyjne kraty.

Do dworu przylegają zabudowania gospodarcze z XIX wieku, ustawione wokół prostokątnego dziedzińca. 

## Galeria

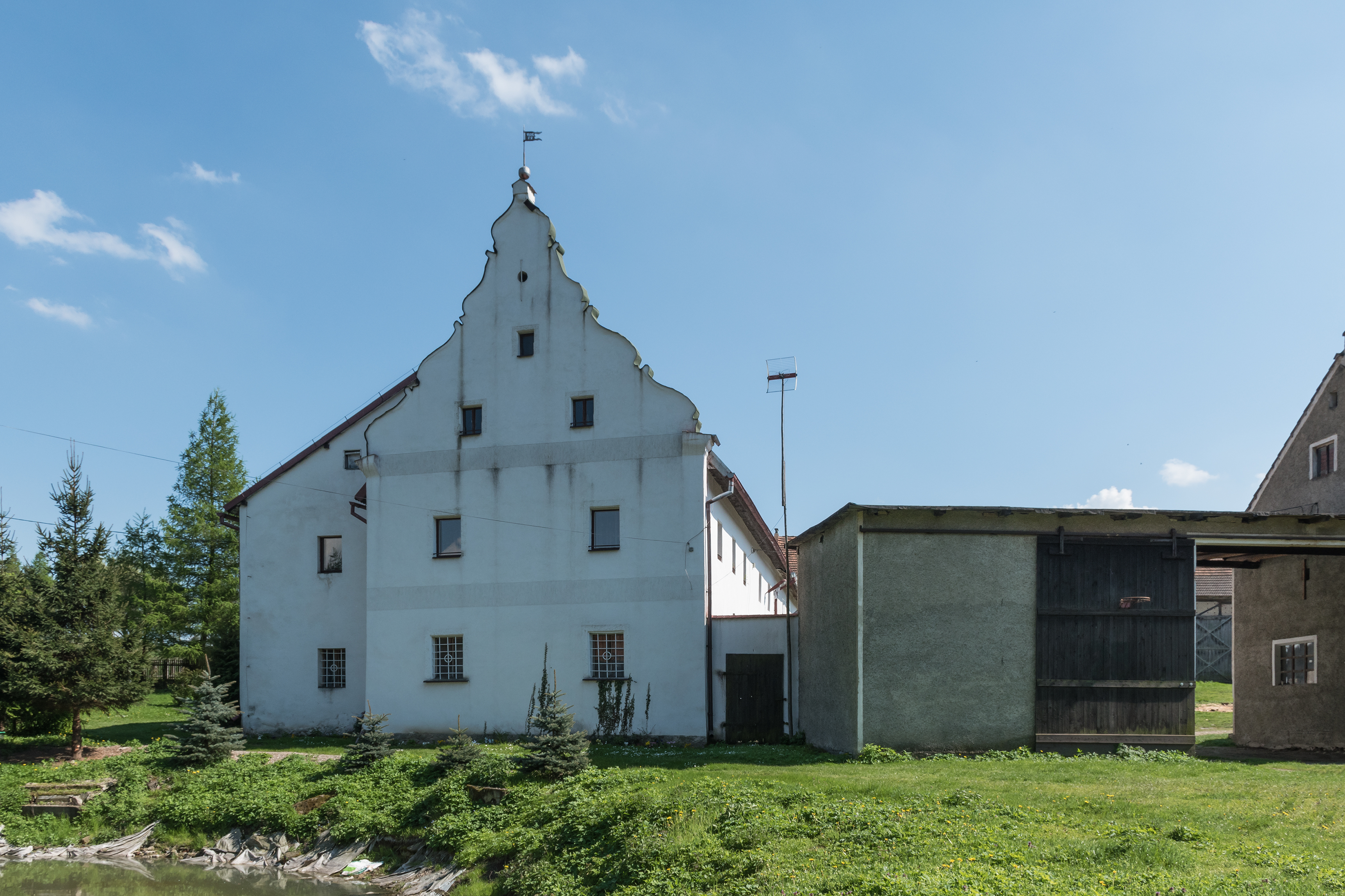
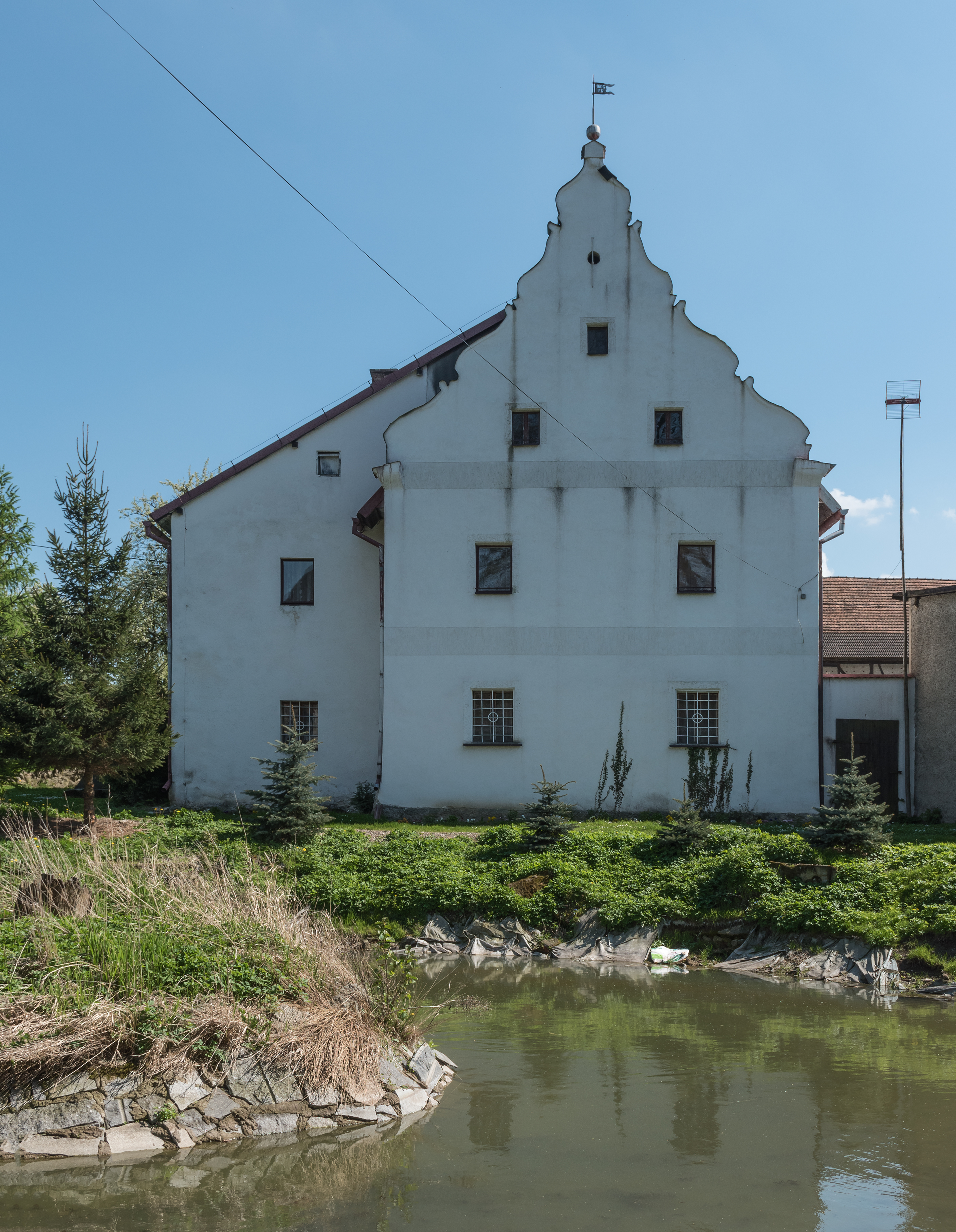
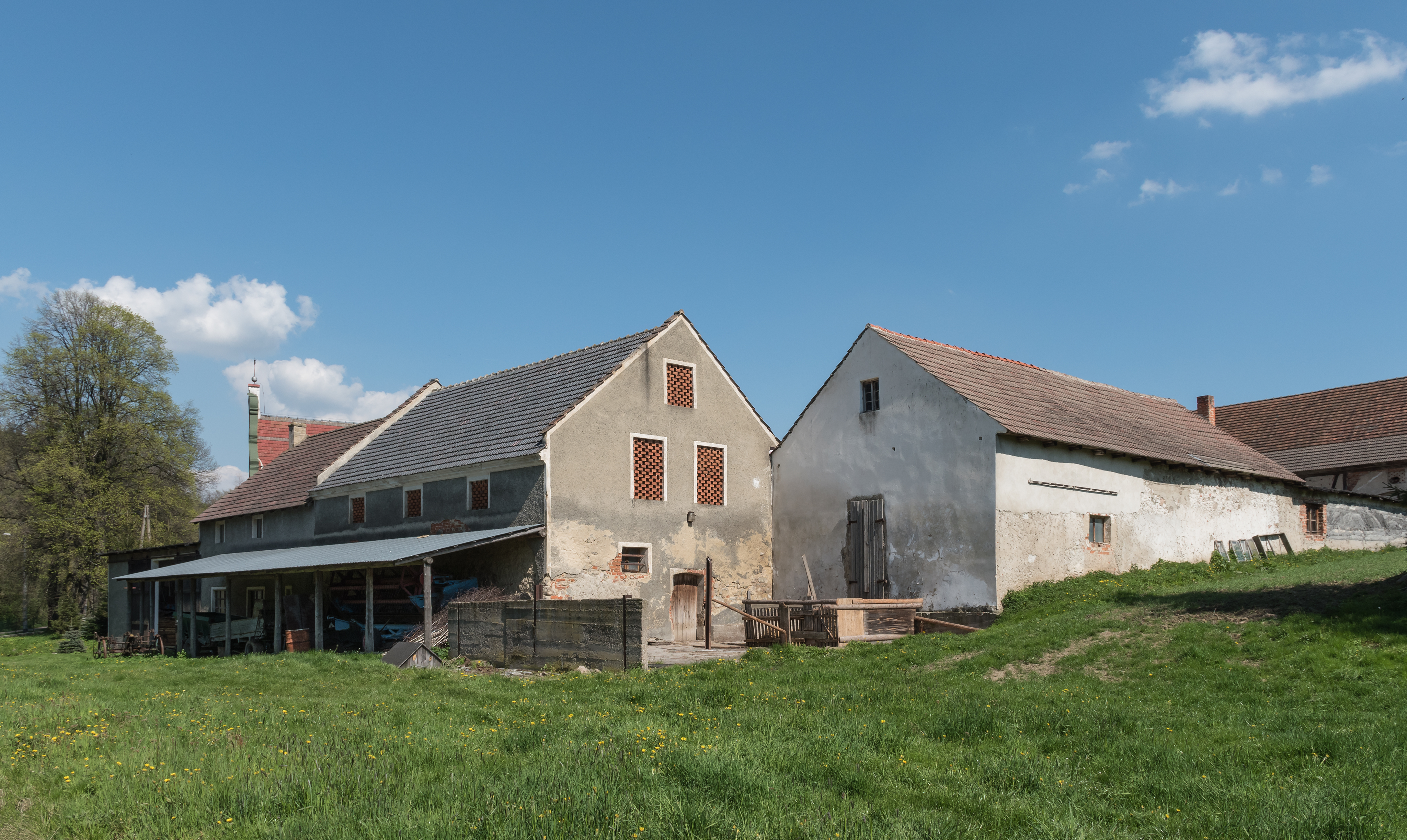
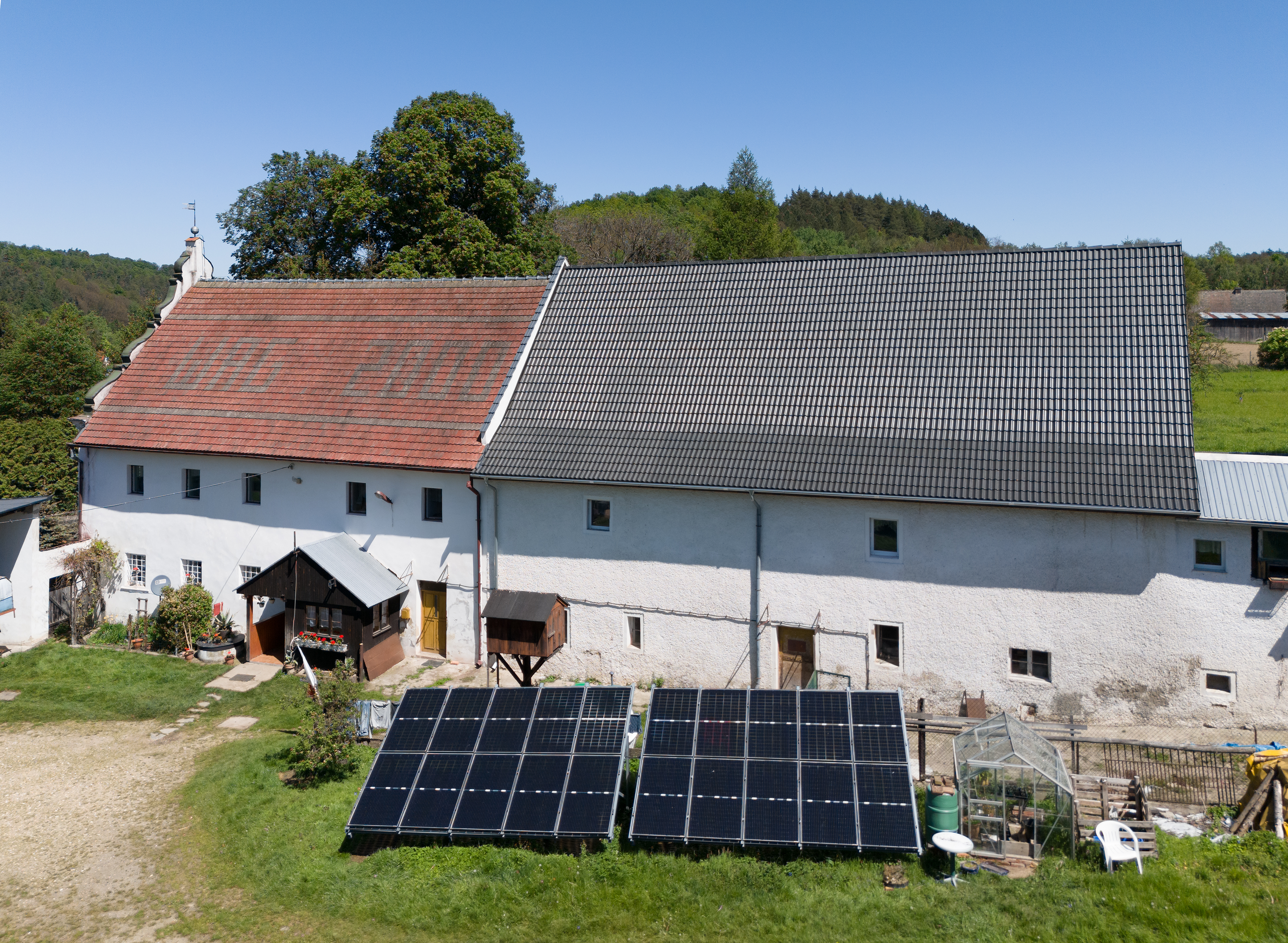